# Amphichama
Amphichama is een geslacht van tweekleppigen uit de familie Chamidae.

## Soorten
De volgende soorten zijn bij het geslacht ingedeeld:
- Amphichama argentata (Kuroda & Habe, 1958)
- Amphichama inezae (F.M. Bayer, 1943)
- Amphichama scutulina (Poutiers, 1981)